# Harmandiola stebbinsae
Harmandiola stebbinsae är en tvåvingeart som först beskrevs av Gagne 1972.  Harmandiola stebbinsae ingår i släktet Harmandiola och familjen gallmyggor. Inga underarter finns listade i Catalogue of Life.